# 吉岡竜輝
吉岡 竜輝（よしおか たつき、2000年10月15日 - ）は、日本の俳優である。full-house-office所属。歌舞伎の舞台で子役としてデビューし、映画『少年H』で第87回キネマ旬報ベスト・テン新人男優賞などを受賞した。

## 略歴
2015年、四代目坂田藤十郎の部屋子となり中村未輝の名を貰う。
2019年に松竹芸能を退所してフリーになる。2020年にYouTuber・三納物語のYouTube動画にて三納物語からプロデュースを受け、YouTubeチャンネル「演技チャンネル」を開設。同年9月2日付でfull-house-officeに所属したことをTwitterにて発表した。

## 出演

### テレビドラマ
- 連続テレビ小説 カーネーション（2011年10月 - 2012年3月、NHK） - 安岡勘助（少年時代） 役
- 浪花少年探偵団（2012年7月 - 9月、TBS） - 中西雄太 役

### 映画
- 少年H（2013年8月10日公開、東宝） - 妹尾肇 役
- 私がモテてどうすんだ（2020年7月10日公開） - 演劇部員 役

### CM
- タカノフーズ おかめ納豆（2004年10月 - 2005年1月） - 幼稚園児 役
- 日本直販
- 共闘ことばRPG コトダマン WebCM - （2020年10月）[4]

### ラジオ
- 吉岡竜輝の好きで沼ってる（2021年4月 - 、SKYWAVE FM）- メインパーソナリティ[5]

### 舞台
- 義経千本桜 すし屋（2007年12月、南座） - 善太 役
- 実盛物語（2009年2月、大阪松竹座） - 太郎吉 役
- 髪結新三（2010年5月、大阪松竹座） - 紙屋丁稚 長松 役
- 菅原伝授手習鑑（2010年8月、国立文楽劇場） - 小太郎 役
- 弁天娘女男白浪（2010年10月、平成中村座） - 丁稚長太 役

## 受賞
- 第38回報知映画賞新人賞（『少年H』）
- 第87回キネマ旬報ベスト・テン新人男優賞（『少年H』）[6]
- 第37回日本アカデミー賞 新人俳優賞（『少年H』）[7]